# 米德韦 (艾奥瓦州约翰逊县)
米德韋（英語：Midway）是位於美國愛荷華州約翰遜縣的一個鬼鎮。該地的面積和人口皆未知。

## 地理
米德韋所處的海拔為高於海平面209米（即686英呎），而該地所採用的時區為UTC-6，即北美中部時區（CST）。同時該地設有夏令時間，為UTC-6調快一小時，即UTC-5（CDT）。